# 신시로시
신시로시(일본어: 新城市)는 일본 아이치현 동부 히가시미카와에 위치한 시이다.
도요하시시, 도요카와시의 북쪽에 위치해 옛 시타라군의 관문에 해당한다. 2005년 10월 1일에 미나미시타라군 호라이정, 쓰쿠데촌과 합병해 현내에서 도요타시에 뒤잇는 두 번째로 넓은 시정촌이 되었다.

## 지리
혼구산 등 산으로 둘러싸여 있고 중앙부에 도요가와강이 흐른다.

## 인접하는 자치체
- 아이치현
  - 도요하시시
  - 오카자키시
  - 도요카와시
  - 도요타시
  - 기타시타라군 시타라정, 도에이정

- 시즈오카현
  - 하마마쓰시

## 역사
1576년에 오쿠다이라 노부마사가 나가시노성을 신시로성으로 이전 축성하였다. 에도 시대에 시역의 북부는 주로 교대기합 스가누마씨의 영지였고 남부는 주로 조후 아베씨의 무사시국 오카베번의 영지였다. 1868년 메이지 신정부에게 사사한 아베씨는 진야를 당시의 한바라촌(현 신시로시 도미오카)으로 옮기고 한바라번을 발족시켰지만 곧바로 판적봉환이 되었다. 1871년 폐번치현 때 한바라촌에 한바라현의 현청이 놓였지만 누카타현과의 합병을 거쳐 아이치현에 합병되었다.
메이지 시대, 다이쇼 시대에는 미나미시타라군청이 신시로정, 야나군청이 도미오카촌에 놓여 2개 군의 중추지가 되었다. 태평양 전쟁 중에 미나미시타라군과 야나군을 관할하는 하치라쿠 지방 사무소가 놓여 미나미시타라군과 야나군은 신시로정으로 중추가 통일되었다.
- 1955년 4월 15일 - 주변 정촌을 합병해 미나미시타라군 신시로정이 되었다.
- 1958년 11월 1일 - 시로 승격해 신시로시가 되었다.
- 2005년 10월 1일 - 미나미시타라군 호라이정, 쓰쿠데촌을 합병했다.

## 교통

### 철도
- 도카이 여객철도 이다선

### 도로
- 국도 제151호선
- 국도 제257호선
- 국도 제301호선
- 국도 제420호선

## 인구
| 연도 | 인구   | ±%    |
| ---- | ------ | ----- |
| 1960 | 59,891 | —     |
| 1970 | 54,042 | −9.8% |
| 1980 | 54,239 | +0.4% |
| 1990 | 54,583 | +0.6% |
| 2000 | 53,603 | −1.8% |
| 2010 | 49,871 | −7.0% |

## 기후
| 신시로시의 기후                                              | 신시로시의 기후 | 신시로시의 기후 | 신시로시의 기후 | 신시로시의 기후 | 신시로시의 기후 | 신시로시의 기후 | 신시로시의 기후 | 신시로시의 기후 | 신시로시의 기후 | 신시로시의 기후 | 신시로시의 기후 | 신시로시의 기후 | 신시로시의 기후 |
| 월                                                           | 1월             | 2월             | 3월             | 4월             | 5월             | 6월             | 7월             | 8월             | 9월             | 10월            | 11월            | 12월            | 연간            |
| ------------------------------------------------------------ | --------------- | --------------- | --------------- | --------------- | --------------- | --------------- | --------------- | --------------- | --------------- | --------------- | --------------- | --------------- | --------------- |
| 역대 최고 기온 °C (°F)                                       | 18.3 (64.9)     | 21.5 (70.7)     | 25.2 (77.4)     | 29.6 (85.3)     | 33.1 (91.6)     | 36.0 (96.8)     | 39.6 (103.3)    | 38.4 (101.1)    | 36.4 (97.5)     | 32.7 (90.9)     | 25.7 (78.3)     | 23.1 (73.6)     | 39.6 (103.3)    |
| 일평균 최고 기온 °C (°F)                                     | 10.0 (50.0)     | 11.5 (52.7)     | 14.8 (58.6)     | 19.7 (67.5)     | 24.4 (75.9)     | 27.0 (80.6)     | 30.2 (86.4)     | 32.0 (89.6)     | 28.8 (83.8)     | 23.6 (74.5)     | 18.2 (64.8)     | 12.4 (54.3)     | 21.1 (69.9)     |
| 일일 평균 기온 °C (°F)                                       | 4.4 (39.9)      | 5.8 (42.4)      | 8.8 (47.8)      | 13.6 (56.5)     | 18.3 (64.9)     | 21.8 (71.2)     | 25.4 (77.7)     | 26.6 (79.9)     | 23.4 (74.1)     | 17.9 (64.2)     | 12.1 (53.8)     | 6.7 (44.1)      | 15.4 (59.7)     |
| 일평균 최저 기온 °C (°F)                                     | −0.9 (30.4)     | 0.4 (32.7)      | 2.8 (37.0)      | 7.6 (45.7)      | 12.7 (54.9)     | 17.7 (63.9)     | 21.7 (71.1)     | 22.5 (72.5)     | 19.3 (66.7)     | 13.4 (56.1)     | 7.1 (44.8)      | 1.6 (34.9)      | 10.5 (50.9)     |
| 역대 최저 기온 °C (°F)                                       | −8.2 (17.2)     | −8.5 (16.7)     | −4.1 (24.6)     | −2.8 (27.0)     | 3.0 (37.4)      | 10.2 (50.4)     | 17.0 (62.6)     | 17.3 (63.1)     | 11.3 (52.3)     | 3.7 (38.7)      | −2.0 (28.4)     | −5.6 (21.9)     | −8.5 (16.7)     |
| 평균 강수량 mm (인치)                                        | 51.6 (2.03)     | 100.7 (3.96)    | 167.0 (6.57)    | 192.0 (7.56)    | 220.3 (8.67)    | 229.6 (9.04)    | 299.6 (11.80)   | 186.0 (7.32)    | 255.3 (10.05)   | 221.0 (8.70)    | 96.3 (3.79)     | 66.1 (2.60)     | 2,085.5 (82.11) |
| 평균 강수일수 (≥ 1.0 mm)                                     | 5.3             | 7.1             | 9.0             | 9.7             | 9.8             | 12.4            | 13.1            | 9.9             | 11.2            | 10.6            | 7.6             | 5.9             | 111.6           |
| 평균 월간 일조시간                                           | 191.1           | 176.5           | 205.2           | 202.8           | 210.0           | 145.3           | 161.4           | 204.9           | 162.4           | 163.2           | 170.3           | 178.6           | 2,171.7         |
| 출처: 일본 기상청 (평년값: 2003년~2020년, 극값: 2002년~현재) |                 |                 |                 |                 |                 |                 |                 |                 |                 |                 |                 |                 |                 |